# Tabulario (archivio)
Il tabulario è una raccolta di privilegi regi ed esecutorie, concessioni, diplomi, pergamene, carta topografiche varie, bolle pontificie e brevi apostolici, atti emanati da vescovi, autorità ecclesiastiche minori e signori locali, scritture notarili (contratti di compravendita, stipule di commissioni, eredità testamentarie, lasciti).
- Tabularii o organi preposti alla raccolta dei documenti: rappresentanti degli ordini religiosi su espressa delibera dei sovrani e amministratori di corte.
- Tabularium o luoghi preposti alla raccolta dei documenti: sedi di istituzioni religiose di qualsiasi genere e ordine.

Archivi analoghi erano in ogni ufficio, collegio notevole. Un tabularium provinciale esisteva in ciascuna città capoluogo di provincia. In Sicilia le sedi erano istituite presso monasteri e le istituzioni religiose più importanti. Attualmente la maggior parte delle raccolte definite  tabulari sono custodite presso la sezione Diplomatica dell'Archivio di Stato di Palermo dislocato presso la sede della "Catena", già convento dei Teatini costruito nel 1601, e quella della "Gancia", già convento francescano di Santa Maria degli Angeli d'epoca rinascimentale.

## Sicilia

### Agrigento
- Tabulario del Giustiziere della valle di Girgenti, Archivio Capitolare metropolitano della Cattedrale di San Gerlando di Agrigento.

### Catania
- Tabulario di San Nicolò l'Arena e Santa Maria di Licodia, Monastero di San Nicolò l'Arena dell'ordine benedettino congregazione cassinese di Catania e Monastero di Santa Maria di Licodia.
- Tabulario di Santa Maria Annunziata, (1341 - 1706), Convento di Santa Maria Annunziata dell'ordine carmelitano dei  regolari osservanti di Catania. Le 114 pergamene dell'Archivio di Stato di Catania provengono dall'Ufficio del registro alla fine dell'Ottocento.[1]
- Tabulario del Monastero di San Benedetto di Catania.
- Tabulario del Monastero di San Benedetto in Militello Val di Noto, Monastero di San Benedetto di Militello in Val di Catania.
- Tabulario dei Principi Moncada di Paternò.

### Enna
- Tabulario della Chiesa Reale Abbazia di San Filippo d'Agira già di Santa Maria Latina di Gerusalemme in Agira.

### Messina
- Tabulario del Monastero di San Filippo di Fragalà di Frazzanò e Abbazia di Santa Maria di Maniace, transitato nell'archivio dell'Ospedale Grande e Nuovo di Palermo.
- Tabulario del monastero di Santa Maria Maddalena di Valle Giosafat e di San Placido di Calonerò, (1095 - 1716), Monastero di Santa Maria della Valle di Josaphat e Monastero di San Placido Calonerò di Messina.[2]
- Tabulario del monastero di Santa Maria di Malfinò poi Santa Barbara, (1093 - 1600), Monastero di Santa Maria di Malfinò poi di Santa Barbara di Messina.[2]

### Palermo
- Tabulario della Mensa vescovile di Cefalù, (1123 - 1551). Il tabulario comprende solo una parte del fondo pergamenaceo della chiesa, il resto è tuttora conservato presso il capitolo della Chiesa cattedrale di Cefalù.[2]
- Tabulario del monastero di Santa Maria del Bosco di Calatamauro, (1264 - 1763), Abbazia di Santa Maria del Bosco di Calatamauro di Contessa Entellina. Il tabulario comprende bolle pontificie e brevi apostolici, privilegi regi ed esecutorie, diversi atti emanati da vescovi, autorità ecclesiastiche minori e signori locali, scritture notarili.[2]
- Tabulario del monastero di Santa Maria di Gangi, (1349 - 1540), Abbazia di Santa Maria dell'ordine benedettino di Gangi vecchio. Incamerato nel 1935 assieme a un lotto di quarantaquattro pergamene siciliane acquistate dalla Libreria Antiquaria Luigi Lubrano di Napoli.[2]
- Tabulario di Santa Maria in Monreale, XII - XIX secolo, Cattedrale di Santa Maria Nuova e monastero benedettino di Monreale. Raccolta di diplomi e privilegi dalla fondazione dell'Arcivescovado fino al XIX secolo.[2]
- Tabulario del monastero di Santa Maria Nuova detto "la Martorana", (1215 - 1540), Monastero di Santa Maria dell'Ammiraglio di Palermo. Il fondo dopo l'abolizione delle corporazioni religiose, è giunto, in circostanze sconosciute, in possesso di Antonio Salinas.[2]
- Tabulario del monastero di Santa Maria della Grotta, (1160 - 1599), Monastero di Santa Maria della Grotta di Palermo e della dipendenza del Monastero di Santa Maria della Grotta di Marsala possedimento dell'ordine basiliano presso Capo Boeo comprendente la Chiesa di San Giovanni Battista fondata in seguito dalla Compagnia di Gesù.[2]
- Tabulario della Commenda della Magione, (1155 - 1643), Commenda della Magione o Monastero della Santissima Trinità del Cancelliere di Palermo.[2]
- Tabulario della Cappella Palatina di Palermo, (1088 - 1855), Parrocchia San Pietro Apostolo - Cappella Palatina del Palazzo dei Normanni di Palermo. Il fondo contiene 151 pergamene che vanno dal 1080 al 1855, redatte in lingua greca, araba e latina. La pergamena più antica, datata 1080 e redatta in lingua greca.[2]
- Tabulario della Cattedrale di Palermo, (XI secolo ad oggi), Cattedrale di Palermo e in ordine temporale Cappella dell'Incoronata, primitivo arcivescovado e attuale palazzo arcivescovile. Consiste nella raccolta di privilegi e concessioni all'Arcivescovo, alla Mensa Arcivescovile, al Capitolo, alla Maramma della Cattedrale, delle rispettive conferme negli anni, scritti in latino, greco e arabo.[3]
- Tabulario del monastero di San Martino delle Scale, (1182 - 1833), Monastero e Basilica abbaziale di San Martino delle Scale di Palermo. Il tabulario aggrega pergamene proprie del monastero e pergamene acquisite dette "cremonesi". Carte topografiche varie.[2]
- Tabulario dell'Ospedale Grande di Palermo, (1090 - 1776), Ospedale Grande e Nuovo di Palermo. Il fondo è composto da tre nuclei pergamenacei: quello appartenuto all'Ospedale Grande di Palermo, quello del Monastero di San Filippo di Fragalà di Frazzanò e dell'Abbazia di Santa Maria di Maniace.[2]
- Tabulario del monastero di Santa Margherita di Polizzi, (1134 - 1758), Monastero di Santa Margherita o Badia Vecchia dell'ordine benedettino di Polizzi Generosa.[2]

### Siracusa
- Tabulario dei monasteri di Santa Chiara e della Santa Trinità in Lentini, Monastero di Santa Chiara e Monastero della Santa Trinità di Lentini.

### Trapani
- Tabulario del monastero di Santa Maria delle Giummare, (1119 - 1629), Monastero di Santa Maria delle Giummare di Sciacca. Le pergamene di questo fondo sono state donate all'Archivio di Stato di Palermo da Ignazio Scaturro nel 1942.[2]

## Curiosità
Come raccolta di carte topografiche allegate è assimilabile la Tabula Rogeriana o Libro di re Ruggero di Muhammad al-Idrisi. La grandiosa opera concepita nel Regno di Sicilia è giunta parzialmente priva delle riproduzioni argentee confiscate e poi distrutte, tuttavia molteplici copie postume integrano le parti mancanti. Il libro è stampato per la prima volta in originale arabo soltanto nel 1592 presso la Tipografia Medicea di Roma, poi tradotto in latino a Parigi nel 1619 con il titolo errato di Geographia Nubiensis. Versioni dell'opera sono presenti nella Biblioteca nazionale di Francia, Biblioteca Bodleiana di Oxford, Istanbul, San Pietroburgo e Il Cairo ove furono prodotte numerose riproduzioni.